# Хомам Ахмед
Хомам Ахмед (араб. همام أحمد, нар. 25 серпня 1999, Доха) — катарський футболіст, захисник клубу «Аль-Гарафа».
Виступав, зокрема, за клуб «Аль-Аглі», а також національну збірну Катару.

## Клубна кар'єра
Народився 25 серпня 1999 року в місті Доха. Вихованець юнацьких команд футбольних клубів Академії ASPIRE та «Ейпен».
У дорослому футболі дебютував 2019 року виступами за команду «Аль-Аглі», в якій провів один сезон, взявши участь у 19 матчах чемпіонату.
До складу клубу «Аль-Гарафа» приєднався 2020 року. Станом на 14 листопада 2022 року відіграв за катарську команду 54 матчі в національному чемпіонаті.

## Виступи за збірні
2018 року дебютував у складі юнацької збірної Катару (U-19), загалом на юнацькому рівні взяв участь у 2 іграх.
Протягом 2019—2018 років залучався до складу молодіжної збірної Катару. На молодіжному рівні зіграв у 3 офіційних матчах.
2020 року дебютував в офіційних матчах у складі національної збірної Катару.
У складі збірної був учасником чемпіонату світу 2022 року у Катарі.
| Дата       | Місто          | Господарі  | Результат               | Гості       | Турнір                                          | Голи | Примітки |
| ---------- | -------------- | ---------- | ----------------------- | ----------- | ----------------------------------------------- | ---- | -------- |
| 4-12-2020  | Доха           | Катар      | 5 – 0                   | Бангладеш   | Відбір до ЧС 2022                               | -    | 74'      |
| 27-3-2021  | Дебрецен       | Катар      | 2 – 1                   | Азербайджан | товариський матч                                | -    |          |
| 3-6-2021   | Доха           | Індія      | 0 – 1                   | Катар       | Відбір до ЧС 2022                               | -    | 89'      |
| 7-6-2021   | Доха           | Оман       | 0 – 1                   | Катар       | Відбір до ЧС 2022                               | -    | 77'      |
| 4-7-2021   | Пула           | Сальвадор  | 0 – 1                   | Катар       | товариський матч                                | -    |          |
| 13-7-2021  | Х'юстон        | Катар      | 3 – 3                   | Панама      | Кубок КОНКАКАФ 2021 - 1-й етап                  | -    |          |
| 17-7-2021  | Х'юстон        | Гренада    | 0 – 4                   | Катар       | Кубок КОНКАКАФ 2021 - 1-й етап                  | -    |          |
| 20-7-2021  | Х'юстон        | Гондурас   | 0 – 2                   | Катар       | Кубок КОНКАКАФ 2021 - 1-й етап                  | 1    |          |
| 25-7-2021  | Глендейл       | Катар      | 3 – 2                   | Сальвадор   | Кубок КОНКАКАФ 2021 - чвертьфінал               | -    | 67'      |
| 30-7-2021  | Остін          | Катар      | 0 – 1                   | США         | Кубок КОНКАКАФ 2021 - півфінал                  | -    |          |
| 7-9-2021   | Люксембург     | Люксембург | 1 – 1                   | Катар       | товариський матч                                | 1    |          |
| 30-11-2021 | Ель-Хаур       | Катар      | 1 – 0                   | Бахрейн     | Кубок арабських націй 2021 - 1-й етап           | -    | 37'      |
| 3-12-2021  | Доха           | Оман       | 1 – 2                   | Катар       | Кубок арабських націй 2021 - 1-й етап           | -    |          |
| 10-12-2021 | Ель-Хаур       | Катар      | 5 – 0                   | ОАЕ         | Кубок арабських націй 2021 - чвертьфінал        | -    | 60'      |
| 15-12-2021 | Доха           | Катар      | 1 – 2                   | Алжир       | Кубок арабських націй 2021 - півфінал           | -    |          |
| 18-12-2021 | Доха           | Єгипет     | 0 – 0 д.ч. (4 — 5 п.п.) | Катар       | Кубок арабських націй 2021 - матч за 3-тє місце | -    | 78'      |
| 26-3-2022  | Ер-Райян       | Катар      | 2 – 1                   | Болгарія    | товариський матч                                | -    |          |
| 29-3-2022  | Ер-Райян       | Катар      | 0 – 0                   | Словенія    | товариський матч                                | -    | 61'      |
| 26-8-2022  | Вінер-Нойштадт | Катар      | 1 – 1                   | Ямайка      | товариський матч                                | -    | 71'      |
| 23-9-2022  | Відень         | Катар      | 0 – 2                   | Канада      | товариський матч                                | -    | 62'      |
| 27-9-2022  | Відень         | Катар      | 2 – 2                   | Чилі        | товариський матч                                | -    |          |
| Усього     |                | Матчів     | 21                      |             | Голів                                           | 2    |          |

## Титули і досягнення
- Володар Кубка зірок Катару (3): 2017-18, 2018-19, 2024-25
- Володар Кубка Азії (2): 2019, 2024